# ATBM+

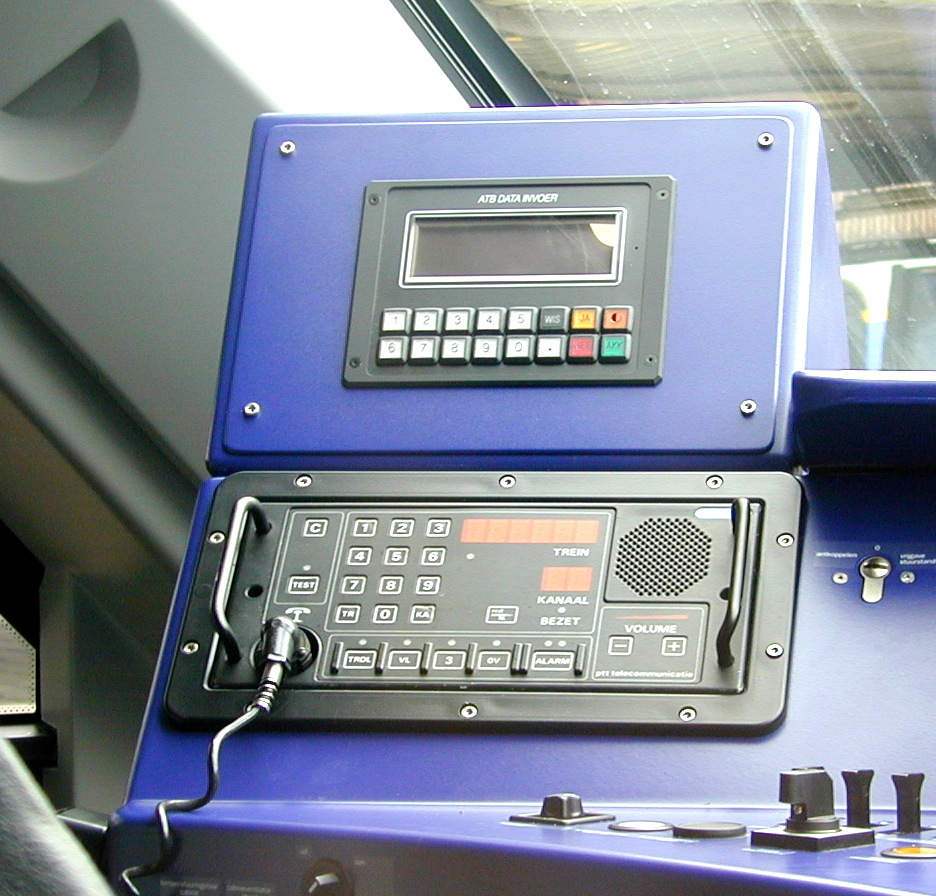
ATB bedieningsapparaat (boven)
Telerail bedieningsapparaat (onder)

ATBM+ (kortheidshalve ook wel ATB+ genoemd) is een functie van het Nederlandse treinbeïnvloedingssysteem ATB Nieuwe Generatie (ATB-NG) en wordt gebruikt om op trajecten met ATB Eerste Generatie (ATB-EG) de in de boordapparatuur ingestelde begrenzingssnelheid tijdelijk te kunnen verhogen ('opschakelen') van 140 naar 160 km/h.
Deze toegevoegde functie is op dit moment (2009) alleen beschikbaar op de middensporen van het traject Den Haag Mariahoeve - Hoofddorp om de PBKA-treinstellen veilig 160 km/h te kunnen laten rijden. Hiertoe zijn in de baan ATB-NG-bakens geïnstalleerd. Deze bakens sturen een specifiek signaal naar de trein, het zogenoemde ATBM+-signaal. Dit signaal schakelt de maximum toegelaten snelheid omhoog naar 160 km/h. 
De naar Amsterdam doorrijdende ICE 3M-treinen zijn ook voorzien van ATBL en hebben ook de beschikking over de ATBM+ functionaliteit, maar deze wordt in de praktijk niet gebruikt.

## Techniek
Voor de ontvangst en verwerking van de opschakelcode is in de PBKA-treinstellen ATBL geïnstalleerd. ATBL combineert ATB-EG, ATB-NG en TBL 1+. ATBL-treinapparatuur kan naast ATB-EG-informatie ook ATB-NG-informatie uit het spoor opnemen. Op het traject Den Haag Mariahoeve - Hoofddorp kan via het spoor de ATB-EG-code voor een maximumsnelheid voor 140 km/h gegeven worden, en via de ATB-NG-bakens het speciale ATBM+-opschakelsignaal. Op basis van de combinatie van signalen bepaalt de ATB-apparatuur in de trein de maximumsnelheid op 160 km/h. Op de stuurtafel is een extra gele lamp met aanduiding '14' (140 km/h) aanwezig; de groene lamp licht pas op bij het actief worden van ATBM+ (160 km/h).

## Toekomst
De kans dat ATBM+ in zijn huidige vorm ook op andere plaatsen in Nederland ingevoerd zal worden is gering. Het is denkbaar dat ATBM+ in een iets gewijzigde uitvoering gebruikt gaat worden, te weten E-ATBM+. Deze variant, die technisch sterk lijkt op het Belgische TBL 1+, maakt gebruik van Eurobalise (zie ERTMS) in plaats van ATB-NG-balises. Het voordeel hiervan is dat er geen speciale ATB-NG-componenten meer nodig zijn en de infrazijdige apparatuur geen bekabeling meer nodig heeft. Bovendien wordt de functie aan treinzijde ook eenvoudig realiseerbaar in ATB-systemen van andere leveranciers, inclusief STM-ATB.
1. ↑  https://www.infrasite.nl/definitions/definition.php?ID_content=72. Gearchiveerd op 1 februari 2019.